# Capoliveri

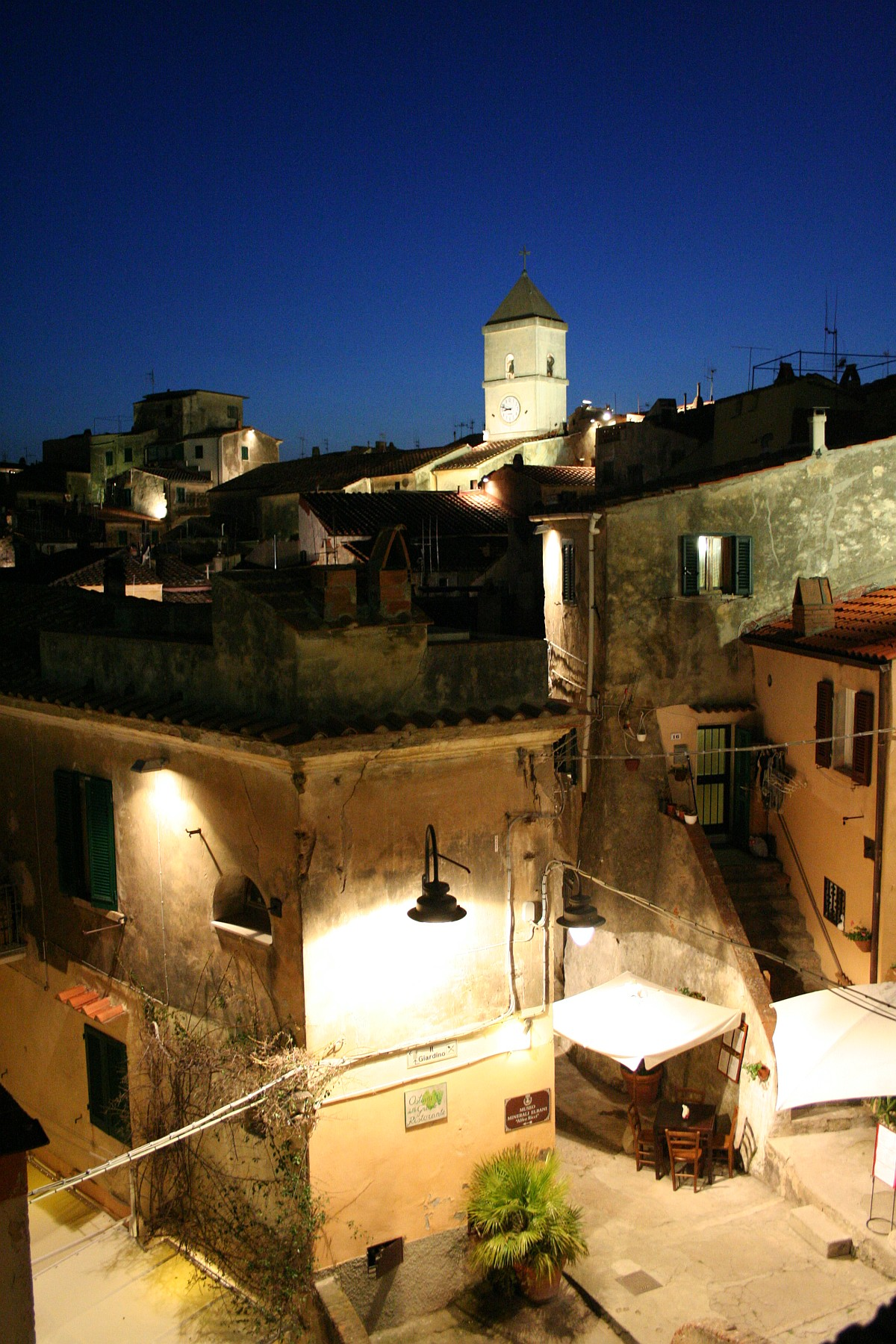
Cảnh đêm Capoliveri.

Capoliveri là một đô thị trên đảo Elba ở Ý, thuộc tỉnh Livorno trong vùng Toscana, có khoảng cách khoảng 130 km về phía tây nam của Firenze và khoảng 90 km về phía nam của Livorno. Tại thời điểm ngày 31 tháng 12 năm 2004, đô thị này có dân số 3.427 người và diện tích là 39 km².
Capoliveri giáp các đô thị: Campo nell'Elba, Porto Azzurro, Portoferraio.